# Các tác phẩm âm nhạc và văn học của Hector Berlioz
Dưới đây là các sáng tác âm nhạc và văn học của nhà soạn nhạc người Pháp Hector Berlioz.

## Âm nhạc

### Opera
- Benvenuto Cellini (1838)
- Những người dân thành Troie (1856-1859)
- Beatrice và Bénédict (1860-1862)

### Thanh nhạc
23 tác phẩm, trong đó có:
- Requiem Op. 5 (1837)
- Roméo và Juliette (1838-(1839)
- Hành phạt Faust (1846)
- Te Deum (1849)
- Thời thơ ấu của Christ (1854)

### Dành chodàn nhạc giao hưởng
- Giao hưởng cuồng tưởng (1830)
- Harold ở Italia (1834)
- Giao hưởng tang lễ và chiến thắng (1840)
- sáu bản overture, trong đó có:

- Vua Lear (1831)
- Hội hóa trang ở Rome (1844)
- Tên cướp biển (1844)
- Mộng mơ và đỏng đảnh (1839)

### Romance
31 bản